# ونتس، استان بورگاس
ونتس، استان بورگاس (به لاتین: Venets, Burgas Province) یک روستا در بلغارستان است که در استان بورگاس واقع شده‌است.